# Alfred von Waldersee
Alfred Ludwig Heinrich Karl Graf von Waldersee (Potsdam, 8 april 1832 – Hannover, 5 maart 1904) was een Pruisisch militair die het tot de rang van veldmaarschalk bracht. De aristocratische Pruis was van 1888 tot 1891 chef-staf van het Duitse leger. In 1900 en 1901 kreeg hij het bevel over het uit soldaten van vijf grote machten opgebouwde expeditieleger in China. Hij sloeg de bokseropstand neer en ontzette de door de boksers belegerde Europese diplomaten in Peking.
Na de geslaagde expeditie werd Waldersee door het Verenigd Koninkrijk en Italië onderscheiden. Hij droeg al hoge Duitse orden en eretekens.
- De Pruisische Orde van de Zwarte Adelaar
- De Pruisische Orde van de Rode Adelaar IIIe Klasse met de Zwaarden en Ie Klasse
- De Pruisische Hohenzollernorde (Ridderkruis met Kroon en Zwaarden en de ster en Hohenzollernketen van een Grootcommandeur)
- Het Pruisische IJzeren Kruis Ie Klasse (1870) en IIe Klasse met gesp en het jubileumsjaartal "25".
- Het Pruisische Militair Ereteken voor Trouwe Dienst als Officier
- Herdenkingsmunt voor de Oorlog van 1866
- De Pruisische Oorlogsherdenkingsmunt voor de veldtochten van 1870 en 1871 met negen gespen[1]
- De China-Herdenkingsmunt van het Duitse Rijk (1901)[1]
- Het Kruis voor Militaire Verdienste Ie en IIe Klasse van Mecklenburg-Schwerin
- De Württembergsche Militaire Orde van Verdienste (Grootkruis)
- De Pius-Orde (Grootkruis)
- Het Pruisische Pour le Mérite op 30 juli 1901[1] met Eikenloof
- De Britse Orde van het Bad, 1901 (Grootkruis)
- De Russische Orde van Sint-Andreas de Eerstgeroepene met Zwaarden en Diamanten, 1901
- De Militaire Orde van Savoye (Grootkruis)

## Militaire loopbaan
- Kadett:
- Sekonde-Leutnant: 1850
- Generalmajor: 1876
- Generalquartiermeister: 1881
- Generalleutnant: 1882
- Generaloberst: 1895
- Generalfeldmarschall: 6 mei 1900[1]